# Final Cut Pro
Final Cut Pro е професионален софтуер за нелинейна видеообработка, разработен от Apple Inc. за операционните системи macOS и iPadOS. Програмата предоставя цялостна платформа за монтаж, цветова корекция, аудио обработка и визуални ефекти. Използва се широко в киното, телевизията и от създатели на съдържание по света.[източник? (Поискан днес)]

## История
Final Cut Pro първоначално е разработен от Macromedia през 1998 г., но скоро след това е придобит от Apple и официално пуснат на пазара през 1999 г. През 2011 г. Apple представя напълно обновена версия, наречена Final Cut Pro X, която включва нов 64-битов двигател, обновен потребителски интерфейс и подобрен рендеринг. През 2023 г. Apple пуска и версия за iPad, оптимизирана за сензорен контрол и чипове от серията Apple Silicon.

## Функции
- Магнитна времева линия (Magnetic Timeline) – динамична подредба на клипове без застъпвания.
- Поддръжка на 360° и HDR видео, както и 8K формати.
- Разширени инструменти за цветова корекция – цветови криви, колела, LUTs[поясни].
- Мултикамерен монтаж – синхронизация и редакция на видео от множество камери.
- Интеграция с Motion и Compressor – за анимации и експортиране в различни формати.
- Автоматични субтитри и транскрипция.

## Версии
- Final Cut Pro X – представен през 2011 г. като изцяло нова концепция.
- Final Cut Pro за iPad – представен през 2023 г., включва базов набор от функции и работа с Apple Pencil и Multi-Touch.[1]

## Приложение в индустрията
Final Cut Pro е използван в редица награждавани филми и продукции, включително:
- The Social Network;
- No Country for Old Men;
- Whiskey Tango Foxtrot;
- What Happened, Miss Simone?.[източник? (Поискан днес)]